# سومبا
سومبا (اندونزیایی: Pulau Sumba) نام جزیره ای در مجمع الجزایر مالایی است که جزء قلمرو کشور اندونزی محسوب میشود. مساحت سومبا ۱۱۰۰۶/۶۲ کیلومتر مربع معادل ۶۸/۴۲۴۹ مایل مربع است. جمعیت این جزیره در سر شماری ۲۰۲۰ برابر با ۷۷۹۰۴۹ نفر بوده است.